# Mark Radford
Mark Jeffrey Radford (Tacoma, 5 luglio 1959) è un ex cestista statunitense, professionista nella NBA.

## Carriera
Venne selezionato dai Seattle SuperSonics al terzo giro del Draft NBA 1981 (53ª scelta assoluta).